# Montoro Inferiore
Montoro Inferiore és un antic municipi situat al territori de la província d'Avellino, a la regió de la Campània, (Itàlia).
Montoro Inferiore limitava amb els municipis de Bracigliano, Contrada, Fisciano, Forino, Mercato San Severino i Montoro Superiore. El desembre de 2013 es va fusionar amb Montoro Superiore, per crear el nou municipi de Montoro.